# Ållebergskragen

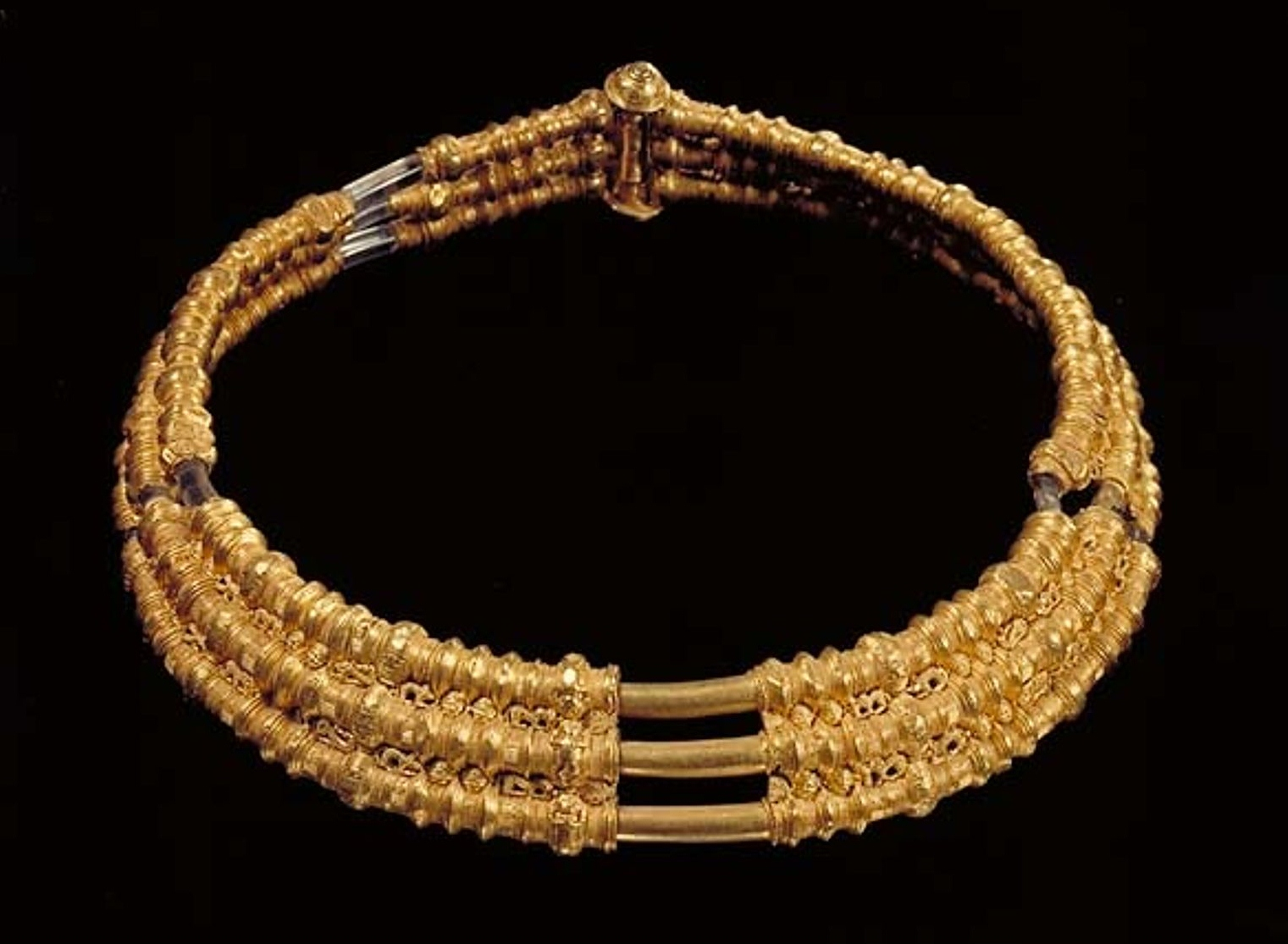
Den treringade Ållebergskragen.

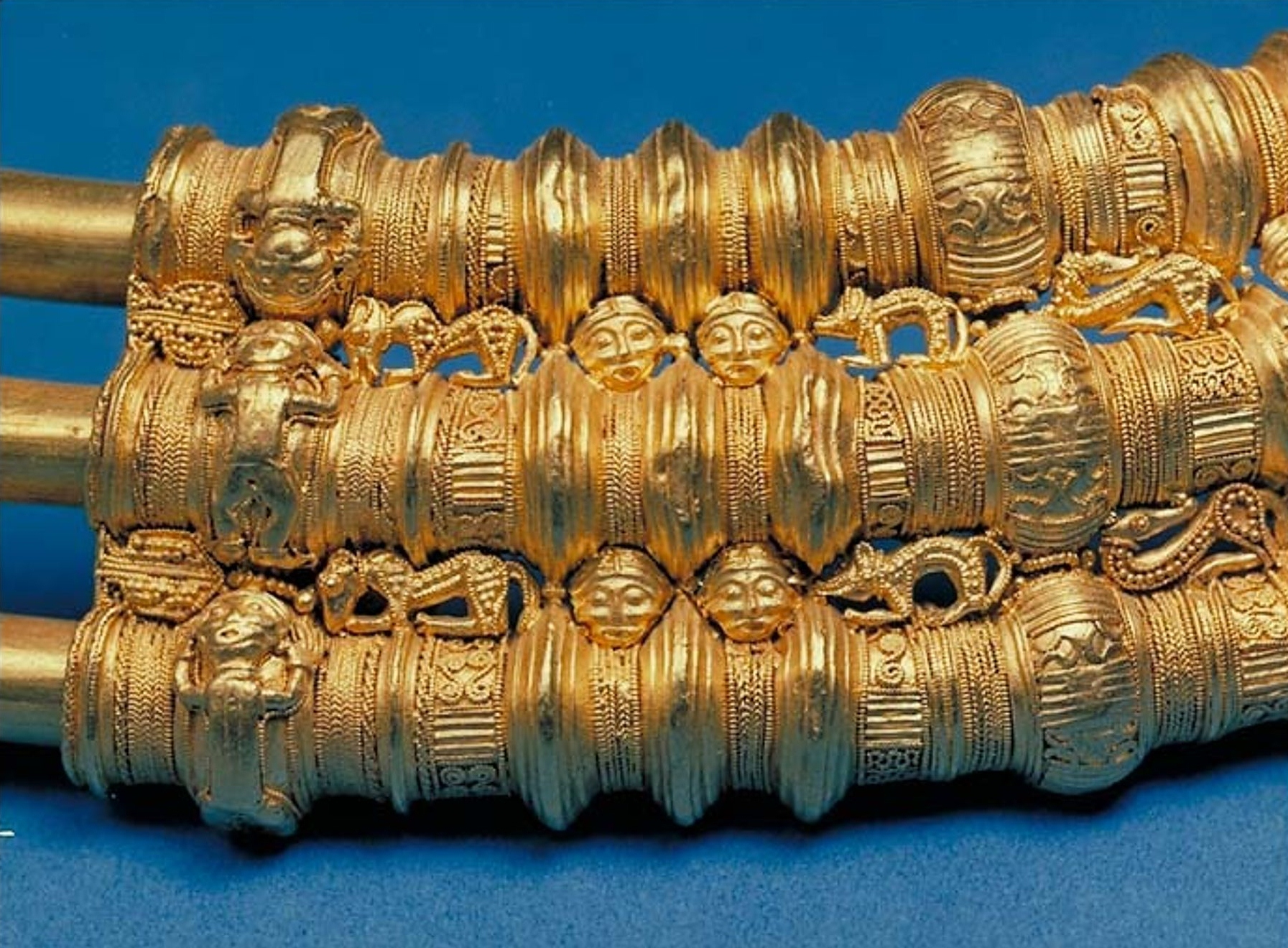
Detalj av Ållebergskragen.

Ållebergskragen är en treringad guldhalskrage som påträffades 1827 i rasbranten nedanför en lodrät klippvägg vid norra sidan av Ållebergs ände i Karleby socken, Falköpings kommun, då två män var ute efter en lämplig sten att använda som spishäll. De personer som påträffade guldhalskragen var den före detta soldaten Lars Helgesson och bondsonen Gustav Sandsjö. Bonden som fann den trodde först att den var en mässingsbit.
Riksantikvarieämbetet antog först att kragen var gjord i Asien på grund av det enastående hantverket, ett antagande som man senare gick ifrån. Kragen är istället tillverkad i Norden, och man menar idag att kragen möjligen varit en del av Odenskulten. På vissa brakteater med praktöglor återfinns de vulstförsedda rören med fin filigranornamentik. 105 stycken millimeterstora figurer är infogade mellan halskragens rör, och man anser att om man har klarat att tillverka de små guldgubbarna, så har man också kunnat göra dessa de millimeterstora figurerna.
Kragen dateras till folkvandringstid, 400 - 550 e.Kr. Ållebergskragen väger 612 gram och guldhalten är 22 karat. Såsom ovan nämnts är kragen tillverkad av tre guldrör omlindade med guldtråd i filigranteknik och pryds med 105 små figurer. När den ännu var hel fanns det 137 stycken. Kragen har gångjärn i nacken och en låsmekanism fram.
Ållebergskragen förvaras i Guldrummet i Historiska museet tillsammans med de två andra bevarade guldhalskragarna, den femringade Färjestadskragen och den sjuringade Mönekragen. En kopia finns på Falbygdens museum.

## Bildgalleri

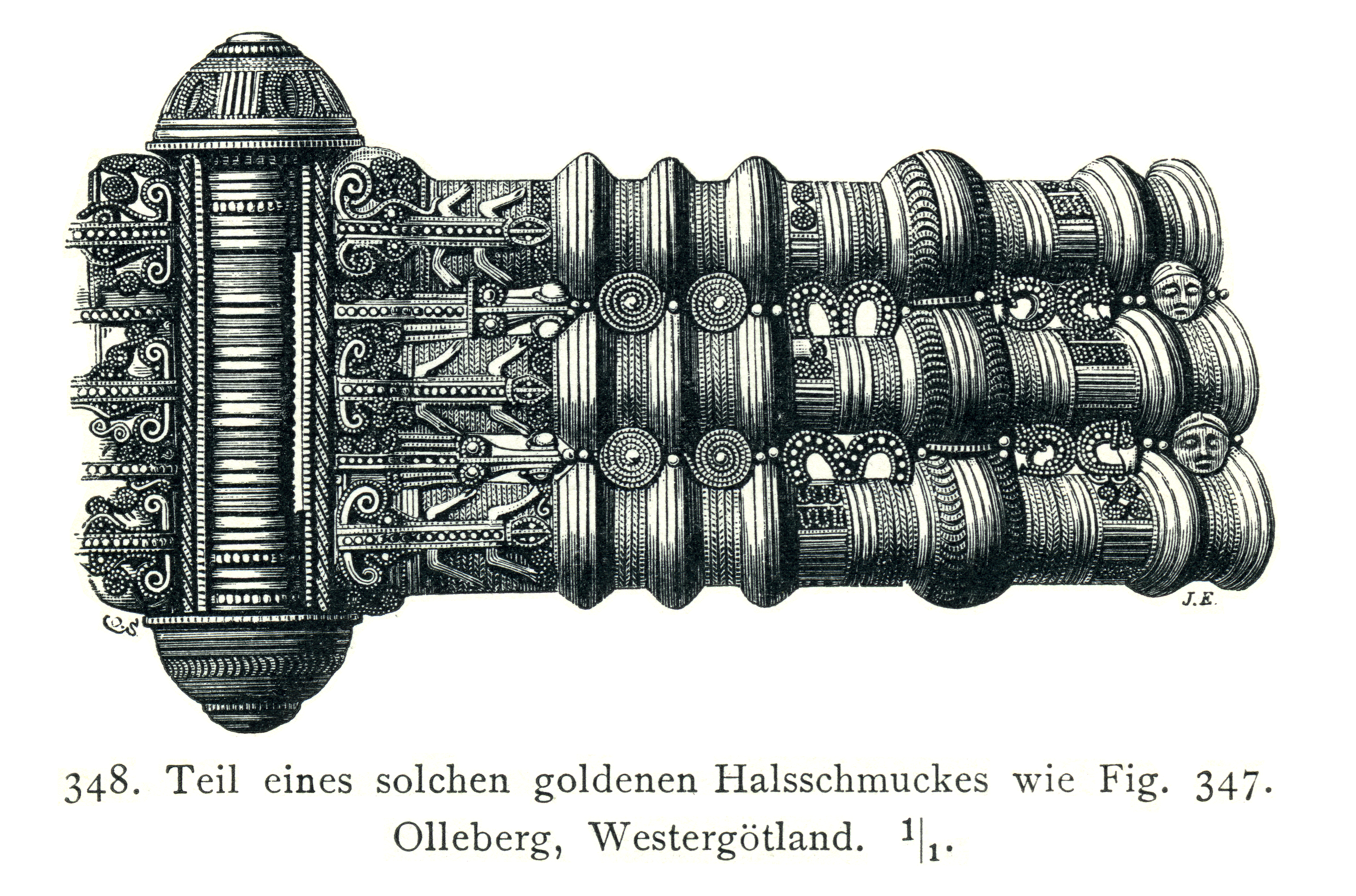
Stick, föreställande en del av Ållebergskragen, ur Kulturgeschichte Schwedens (1906) av Oscar Montelius.
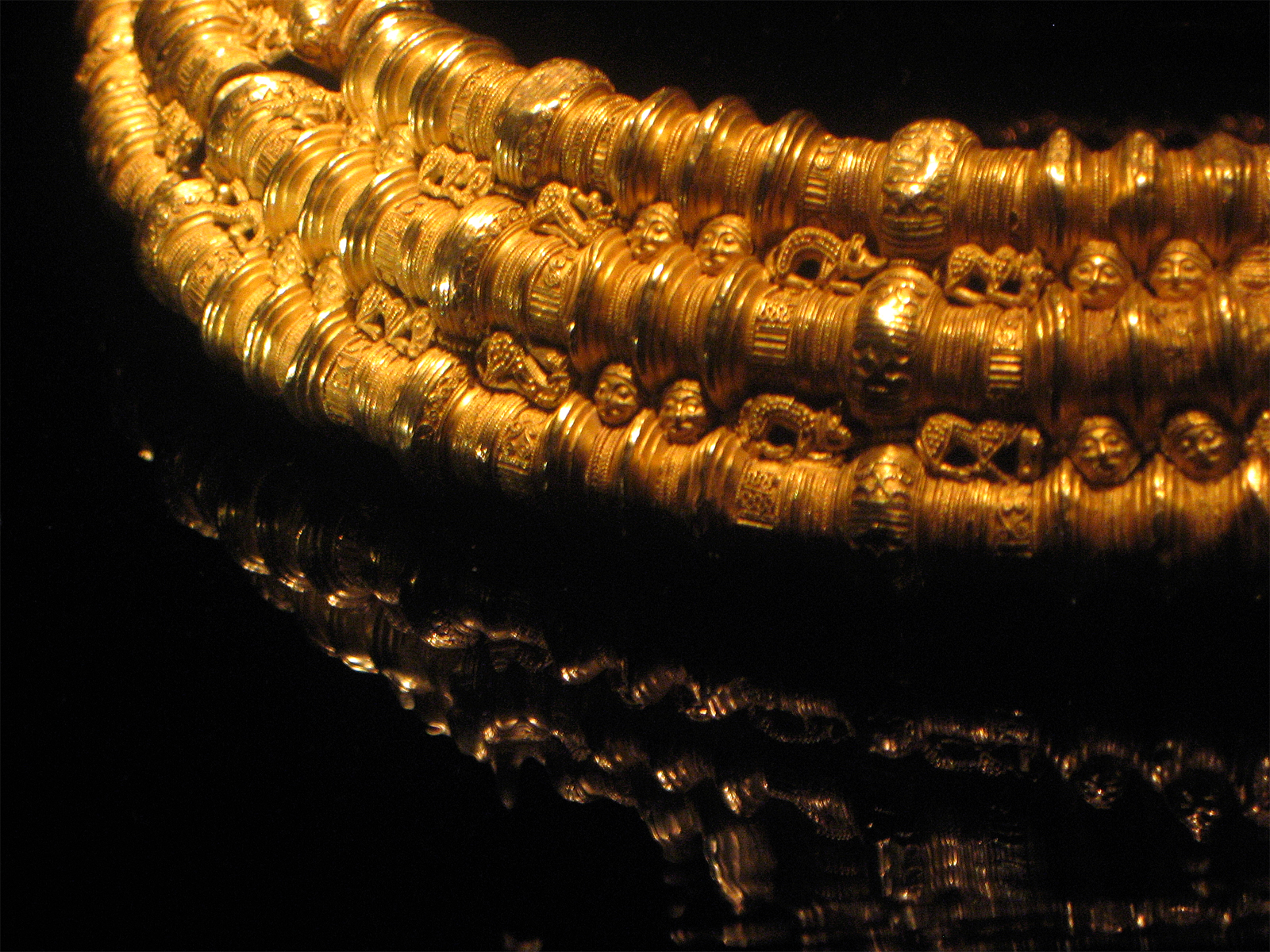
Detalj av Ållebergskragen.
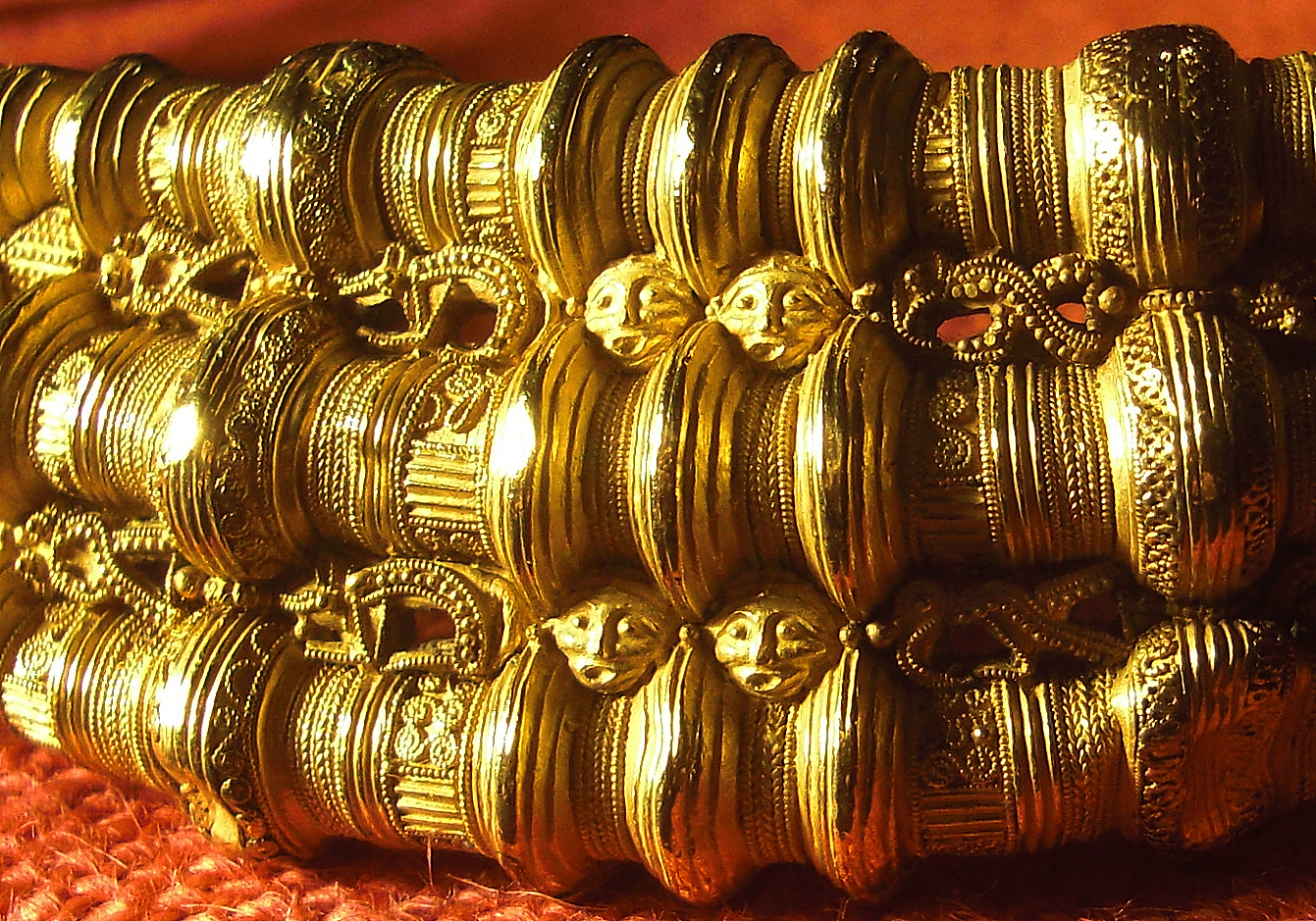
Detalj av kopian på Falbygdens museum.
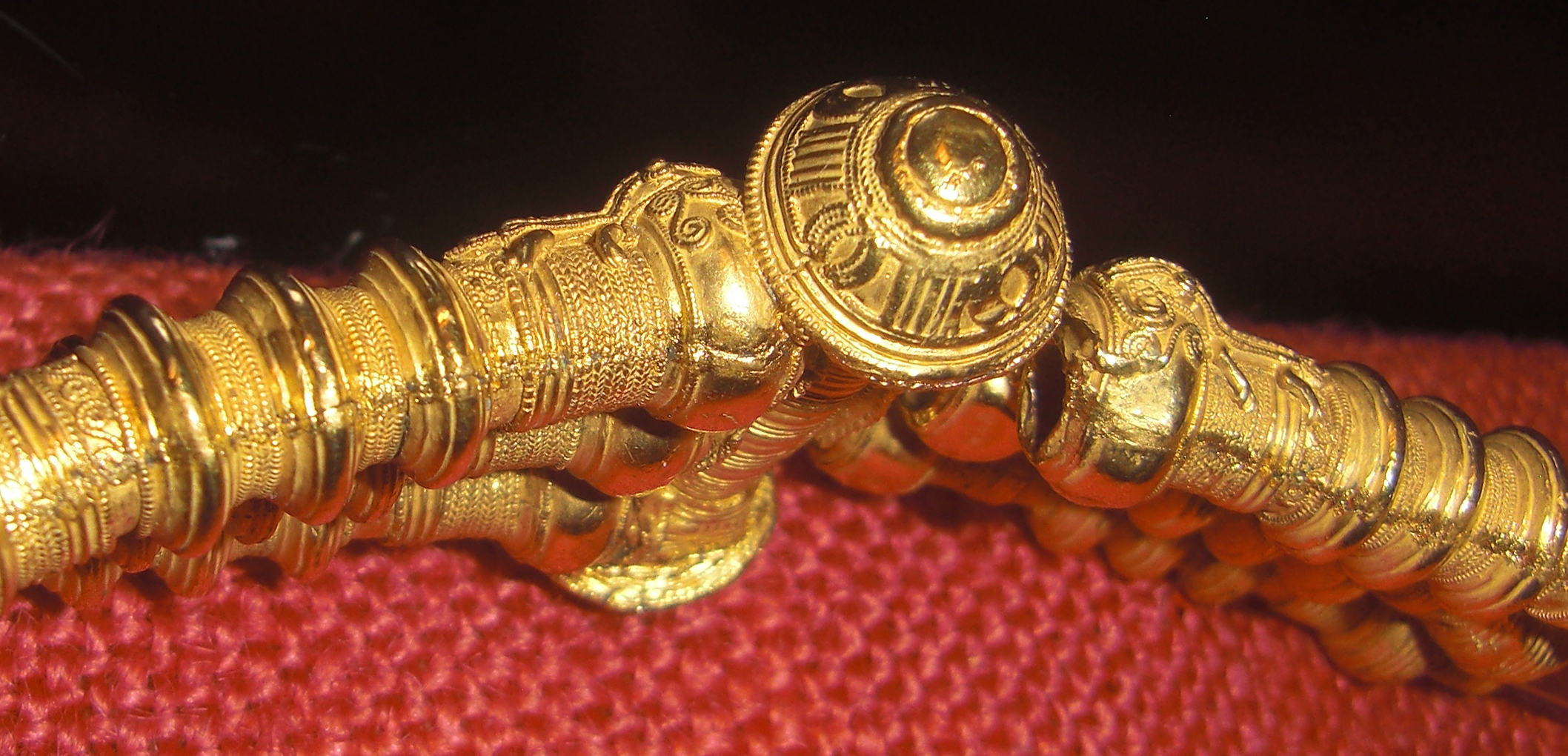
Detalj av kopian på Falbygdens museum.